# Oshawa
Oshawa (dân số năm 2006 là 141.590 người, khu vực đô thị điều tra là 330.594 người) là một thành phố ở Ontario, Canada, bên bờ hồ Ontario. Thành phố nằm ở miền Nam Ontario khoảng 60 km về phía đông trung tâm thành phố Toronto. Nó thường được xem như là mỏ neo phía đông của cả hai khu vực Greater Toronto và Golden Horseshoe. Thành phố có diện tích đô thị rộng thứ 14 ở Canada. Đây là đô thị lớn nhất ở đô thị vùng Durham. Tên gọi Oshawa bắt nguồn từ thuật ngữ aazhaway Ojibwa, có nghĩa là "nơi qua" hoặc chỉ "vượt qua".

## Khí hậu
| Dữ liệu khí hậu của Oshawa (1981−2010)   | Dữ liệu khí hậu của Oshawa (1981−2010) | Dữ liệu khí hậu của Oshawa (1981−2010) | Dữ liệu khí hậu của Oshawa (1981−2010) | Dữ liệu khí hậu của Oshawa (1981−2010) | Dữ liệu khí hậu của Oshawa (1981−2010) | Dữ liệu khí hậu của Oshawa (1981−2010) | Dữ liệu khí hậu của Oshawa (1981−2010) | Dữ liệu khí hậu của Oshawa (1981−2010) | Dữ liệu khí hậu của Oshawa (1981−2010) | Dữ liệu khí hậu của Oshawa (1981−2010) | Dữ liệu khí hậu của Oshawa (1981−2010) | Dữ liệu khí hậu của Oshawa (1981−2010) | Dữ liệu khí hậu của Oshawa (1981−2010) |
| Tháng                                    | 1                                      | 2                                      | 3                                      | 4                                      | 5                                      | 6                                      | 7                                      | 8                                      | 9                                      | 10                                     | 11                                     | 12                                     | Năm                                    |
| ---------------------------------------- | -------------------------------------- | -------------------------------------- | -------------------------------------- | -------------------------------------- | -------------------------------------- | -------------------------------------- | -------------------------------------- | -------------------------------------- | -------------------------------------- | -------------------------------------- | -------------------------------------- | -------------------------------------- | -------------------------------------- |
| Cao kỉ lục °C (°F)                       | 14.0 (57.2)                            | 11.5 (52.7)                            | 23.5 (74.3)                            | 29.5 (85.1)                            | 32.0 (89.6)                            | 34.5 (94.1)                            | 36.5 (97.7)                            | 36.0 (96.8)                            | 31.5 (88.7)                            | 24.4 (75.9)                            | 21.1 (70.0)                            | 16.5 (61.7)                            | 36.5 (97.7)                            |
| Trung bình ngày tối đa °C (°F)           | −1.1 (30.0)                            | 0.1 (32.2)                             | 4.2 (39.6)                             | 10.8 (51.4)                            | 16.9 (62.4)                            | 22.3 (72.1)                            | 25.1 (77.2)                            | 24.3 (75.7)                            | 20.2 (68.4)                            | 13.3 (55.9)                            | 7.4 (45.3)                             | 2.1 (35.8)                             | 12.1 (53.8)                            |
| Trung bình ngày °C (°F)                  | −4.8 (23.4)                            | −3.6 (25.5)                            | 0.4 (32.7)                             | 6.6 (43.9)                             | 12.3 (54.1)                            | 17.6 (63.7)                            | 20.6 (69.1)                            | 20.0 (68.0)                            | 15.9 (60.6)                            | 9.5 (49.1)                             | 4.2 (39.6)                             | −1.2 (29.8)                            | 8.1 (46.6)                             |
| Tối thiểu trung bình ngày °C (°F)        | −8.5 (16.7)                            | −7.3 (18.9)                            | −3.5 (25.7)                            | 2.5 (36.5)                             | 7.7 (45.9)                             | 12.9 (55.2)                            | 15.9 (60.6)                            | 15.6 (60.1)                            | 11.7 (53.1)                            | 5.6 (42.1)                             | 1.0 (33.8)                             | −4.4 (24.1)                            | 4.1 (39.4)                             |
| Thấp kỉ lục °C (°F)                      | −30.5 (−22.9)                          | −27 (−17)                              | −24 (−11)                              | −13.3 (8.1)                            | −2.8 (27.0)                            | 1.1 (34.0)                             | 6.0 (42.8)                             | 3.0 (37.4)                             | −0.6 (30.9)                            | −7.8 (18.0)                            | −13 (9)                                | −29 (−20)                              | −30.5 (−22.9)                          |
| Lượng Giáng thủy trung bình mm (inches)  | 65.6 (2.58)                            | 56.6 (2.23)                            | 54.2 (2.13)                            | 72.7 (2.86)                            | 78.9 (3.11)                            | 73.9 (2.91)                            | 73.1 (2.88)                            | 77.4 (3.05)                            | 94.0 (3.70)                            | 70.1 (2.76)                            | 84.8 (3.34)                            | 70.7 (2.78)                            | 871.9 (34.33)                          |
| Lượng mưa trung bình mm (inches)         | 30.0 (1.18)                            | 31.7 (1.25)                            | 40.7 (1.60)                            | 70.6 (2.78)                            | 78.9 (3.11)                            | 73.9 (2.91)                            | 73.1 (2.88)                            | 77.4 (3.05)                            | 94.0 (3.70)                            | 70.0 (2.76)                            | 80.0 (3.15)                            | 45.8 (1.80)                            | 766.1 (30.16)                          |
| Lượng tuyết rơi trung bình cm (inches)   | 35.6 (14.0)                            | 24.9 (9.8)                             | 13.5 (5.3)                             | 2.0 (0.8)                              | 0.0 (0.0)                              | 0.0 (0.0)                              | 0.0 (0.0)                              | 0.0 (0.0)                              | 0.0 (0.0)                              | 0.1 (0.0)                              | 4.7 (1.9)                              | 24.9 (9.8)                             | 105.8 (41.7)                           |
| Số ngày giáng thủy trung bình (≥ 0.2 mm) | 13.6                                   | 10.4                                   | 11.0                                   | 12.8                                   | 12.8                                   | 10.8                                   | 10.6                                   | 11.2                                   | 12.1                                   | 13.5                                   | 14.4                                   | 12.6                                   | 145.7                                  |
| Số ngày mưa trung bình (≥ 0.2 mm)        | 5.7                                    | 5.0                                    | 7.9                                    | 12.4                                   | 12.8                                   | 10.8                                   | 10.6                                   | 11.2                                   | 12.1                                   | 13.4                                   | 13.3                                   | 7.5                                    | 122.7                                  |
| Số ngày tuyết rơi trung bình (≥ 0.2 cm)  | 8.7                                    | 6.3                                    | 3.8                                    | 0.85                                   | 0.0                                    | 0.0                                    | 0.0                                    | 0.0                                    | 0.0                                    | 0.08                                   | 1.8                                    | 5.9                                    | 27.5                                   |
| Nguồn: Environment Canada                |                                        |                                        |                                        |                                        |                                        |                                        |                                        |                                        |                                        |                                        |                                        |                                        |                                        |